# 小碼哥金歡喜
〈小碼哥金歡喜〉（英語：James Baxter the Horse）是《探險活寶》第五季的第19集。在卡通頻道2013年5月6日播出。本集以阿寶和老皮為主角。在這一集裡，阿寶和老皮偶然發現一匹馬名叫小碼哥金歡喜，擁有讓傷心的人感覺好些的能力。最終，兩人惹死者生物在葬禮的魂憤怒且幾乎被祂殺害。然而，最後一刻小碼哥金歡喜出現並打起魂的精神。